# Австрофашизм

Флаг «Отечественного фронта» — правящей партии Австрофашистского режима.

Австрофашизм (нем. Austrofaschismus) — правая тоталитарная идеология политического режима, установленного в Австрии в 1933—1934 гг. канцлером Энгельбертом Дольфусом и просуществовавшего до аншлюса 1938 года. Характерные идеи: австрийский национализм, клерикальный фашизм, политический и социальный католицизм, национал-консерватизм, правый популизм, корпоративизм, христианский национализм, доминионизм.
Термин австрофашизм применяется, как правило, левыми историками и политиками Австрии и Германии, тогда как представители правых партий предпочитают нейтральное Ständestaat (буквально — сословное государство, в реалиях XX века — корпоративное государство). Официально государство называлось Федеративное государство Австрия.
Режим Дольфуса-Шушнига во многом использовал практику государственного устройства Италии при Муссолини, отсюда и название режима — австрофашизм (данный термин был введён лидером социал-демократов Отто Бауэром).

## Практическая реализация

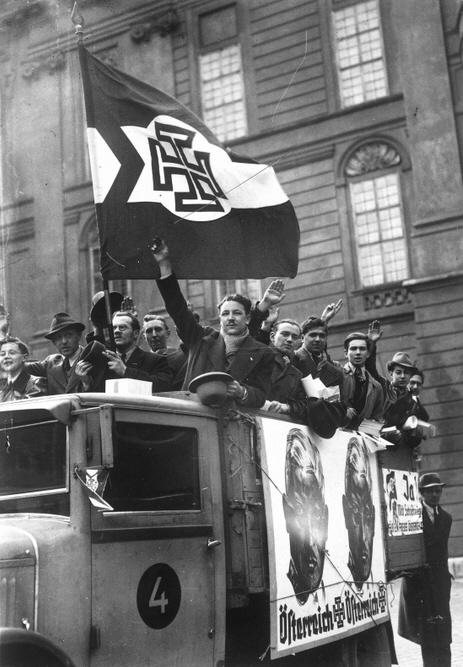
Демонстрация в поддержку режима Шушнига 10 марта 1938

В экономике австрофашисты проводили курс на «всесословное примирение» и отказ от классовой борьбы. Независимые профсоюзы были заменены объединениями рабочих и работодателей, а в 1935 г. были воссозданы цехи по средневековому образцу.
Официально признанная безработица в 1933 г. достигла пика в 26 % (557 000 человек), и за время правления австрофашистов снизилась примерно вдвое (без учёта скрытой безработицы). Примерно так же снизилась и доля социальных расходов государства.
Правительство, как могло, защищало внутренний рынок таможенными барьерами и вводило ограничения во внутренней торговле, но не имело долгосрочных экономических планов.
Свободные выборы народных представителей были заменены внутренней конкуренцией внутри Отечественного Фронта и Австрийского Картельного Союза (АКС) (нем. Österreichischer Cartellverband) — союза студенческих организаций под опекой церкви. В обмен на политическую поддержку Дольфус предлагал студентам гарантированное трудоустройство и помощь с жильём. И партийные функционеры АКС, и его рядовые члены были широко представлены в органах власти и правлениях предприятий; от членов АКС требовался отказ от национал-социалистической, коммунистической идеологий и присяга на верность национальному сословному государству. Репрессиям подвергались лишь последовательные противники режима. Так, лидеры социал-демократов Карл Реннер и Фридрих Адлер продолжали жить в Австрии.
Э. Дольфус был наиболее стойким врагом германского влияния, и, по его собственным словам, поставил цель «перегитлерить» (нем. „überhitlern“) Гитлера в борьбе за умы и симпатии австрийцев. Однако в июле 1934 года Дольфус был убит австрийскими нацистами при попытке прогерманского переворота.
Используя противоречия между Гитлером и Муссолини, его преемник Курт Шушниг сумел на время приостановить попытки захвата власти со стороны германских и местных национал-социалистов. Несмотря на это, в 1936 году Муссолини, нуждавшийся в сближении с Германией в условиях Эфиопской войны, отказался от споров с Гитлером из-за Австрии, тем самым «сдав» австрийскую независимость. Режим агонизировал до 12 марта 1938, когда государство официально перестало существовать.

## Современные оценки
В Австрии оценки исследователей зависят от близости к социал-демократам, введшим этот термин, или к Австрийской народной партии, считающей Дольфуса и Шушнига своими предшественниками.
Некоторые консерваторы усматривают в австрофашистской идеологии первые элементы формирующегося австрийского сознания. При этом, однако, всегда следует иметь в виду специфические условия, в которых существовало тогдашнее австрийское государство. Суверенная Австрия преподносилась австрофашистами как «лучшее» из немецких государств, превосходство которого над Германией будто бы заключалось в католицизме, более высокой культуре и более дружелюбном и уживчивом характере австрийцев. Многие из этих тезисов распространены и по сей день.